# NGC 7640
NGC 7640 é uma galáxia espiral barrada (SBc) localizada na direcção da constelação de Andromeda. Possui uma declinação de +40° 50' 42" e uma ascensão recta de 23 horas, 22 minutos e 06,6 segundos.
A galáxia NGC 7640 foi descoberta em 17 de Outubro de 1786 por William Herschel.